# Estação Forest Glen
Forest Glen é uma estação da Linha Vermelha do Metro de Washington, localizada no Condado de Montgomery, Maryland.
A estação atende o bairro residencial de Forest Glen, e está localizado no cruzamento da Georgia Avenue (Maryland Route 97) e Glen Forest Road.

## Características
A estação é a mais profunda do sistema, do Estados Unidos, do Hemisfério ocidental, com 60 metros de profundidade. É a única estação sem acesso direto à superfície. Não estão disponíveis escadas rolantes. A ligação entre a estação e a superfície é feita por um conjunto de seis elevadores rápidos, que fazem o percurso em dez segundos. A estação é equipada com um sistema de portas corta-fogo e exaustão, para proteção dos passageiros no caso de evacuação. Existe uma escadaria para utilização de emergência com 20 lances.
Uma característica arquitetônica desta estação são túneis e plataformas distintas para cada direção. Esta solução também adotada na estação Wheaton, tinha como objetivo a redução dos custos de construção devido à profundidade da estação.
Forest Glen entrou em operação em 22 de setembro de 1990.

## Facilidades
A estação conta com duas plataformas laterais, em túneis independentes por onde passam duas linhas.
O estacionamento de veículos dispõe de 596 vagas.
Estão disponíveis lugares para guarda de bicicletas.

## Arredores e pontos de interesse
| - McKenny Hills Park - Forest Glen Park | - Holy Cross Hospital, Silver Spring - General Getty Park |